# Verdens Gang
Verdens Gang – drugi co do wielkości dziennik w Norwegii po Aftenposten, chociaż do roku 2010 zajmował pierwsze miejsce. Ma charakter tabloidu i jest apolityczny. Dziennie sprzedaje się 233 tys. egzemplarzy, ale zgodnie z własnymi badaniami ma on najwięcej czytelników. Założony został w 1945 roku. Właścicielem jest norweski koncern mediowy Schibsted. Redaktorem naczelnym od 2017 jest Gard Steiro. Siostrzany portal internetowy VG Nett jest jednym z najpopularniejszych portali w Norwegii.